# Dennis Marshall (Fußballspieler, 1985)
Dennis Amos Marshall Maxwell (* 9. August 1985 in Puerto Limón; † 23. Juni 2011 bei San José) war ein costa-ricanischer Fußballspieler. Er stand zuletzt bei Aalborg BK in der dänischen SAS-Liga unter Vertrag und war Nationalspieler seines Heimatlandes.

## Karriere
Der 1,89 Meter große Verteidiger spielte in seiner Heimat für Limón FC, Puntarenas FC und CS Herediano. Seit 2009 war er für Aalborg BK aktiv und erzielte zwei Tore in 22 Spielen.
Marshall spielte 19-mal in der Nationalmannschaft. Schon 2009 kam er beim CONCACAF Gold Cup viermal zum Einsatz. In den acht Monaten, seit Ricardo La Volpe im September 2010 die Verantwortung für das Team übernommen hatte, wurde er zu einem der bevorzugten Abwehrspieler des Trainers. Wenige Tage vor seinem Tod erzielte er sein einziges Tor für sein Land; im Viertelfinale beim Gold Cup 2011, das Costa Rica gegen Honduras nach Elfmeterschießen verlor, markierte er am 18. Juni 2011 den einzigen Treffer seines Teams zum 1:1-Ausgleich in der regulären Spielzeit.

## Tod
Marshall starb im Alter von 25 Jahren bei einem Verkehrsunfall auf der Straße zwischen San José und Puerto Limón. Er war auf Heimaturlaub, nachdem die Nationalmannschaft beim Gold Cup in den Vereinigten Staaten ausgeschieden war. Auch seine Freundin kam bei dem Unfall ums Leben.